# Toma de San Pedro de las Colonias
La Toma de San Pedro de las Colonias fue un encuentro militar que tuvo lugar el 12 de abril de 1914 durante la Revolución Mexicana. Fue una batalla decisiva en el dominio del norte de México por las fuerzas revolucionarias, encabezado por Francisco Villa y su División del Norte en contra de las fuerzas huertistas, en la población de san Pedro de las Colonias, Coahuila. 

## Descripción

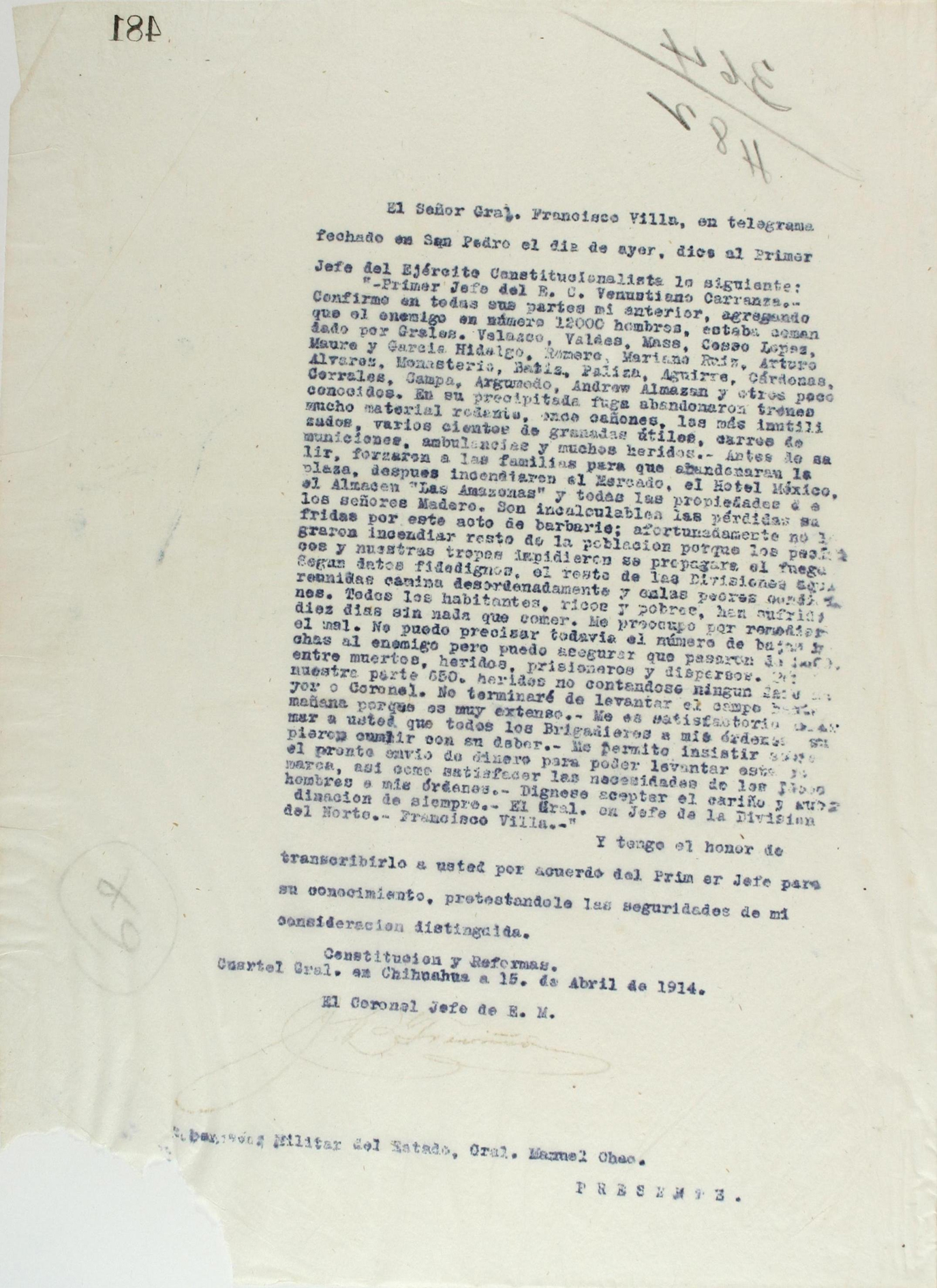
Transcripción del telegrama del general Francisco Villa de la toma de San Pedro de las Colonias.

La población de San Pedro de las Colonias destacaba por ser uno de los pasos de las vías férreas que llegaban hasta Monterrey y Paredón, por lo que su dominio significaba también el control del transporte ferroviario; por ello las fuerzas federales dejaron a cargo del brigadier Juan Andrew Almazán la custodia de este sitio.
Tras la Batalla de Torreón, resultante en una victoria para las tropas villistas, las fuerzas militares federales al mando de algunos generales entre los que destacaban Javier De Maure y Arnaldo Casso López se refugiaron y concentraron en la población de San Pedro de las Colonias, mientras esperaban los refuerzos desde Saltillo.
Las fuerzas del ejército federal consistían, según el testimonio del propio Villa, en alrededor de 10,000 y 12,000 efectivos, no obstante fueron vencidos por las fuerzas villistas, en las cuales destacó la defensa realizada por el general Felipe Ángeles.
En el enfrentamiento el ejército federal tuvo 3,500 bajas mientras que las fuerzas revolucionarias villistas apenas 650.